# Бојан Перић
Бојан Перић (Београд, 15. октобар 1985) српски је позоришни, телевизијски и филмски глумац.

## Биографија
Бојан Перић је рођен 1985. године у Београду. Први разред основне школе је завршио у Београду, а након тога се са породицом преселио у Солун. Тренирао је кошарку и пливање. У трећем разреду средње школе професорки је требао глумац за такмичење па га је замолила да ускочи. Био је најбољи учесник такмичења, те је убрзо кренуо на глумачку секцију. У Грчкој је провео једанаест година. У Србију се вратио 2004. године.
Двоумио се да ли да упише Медицински факултет или Факултет драмских уметности, али се одлучио за Мегатренд. Убрзо га је напустио и наредне године је почео да студира глуму на „БК” Академији уметности у Београду, у класи професора Небојше Дугалића. Био је водитељ је музичке тв емисије „Три боје звука”, која се емитовала на РТС-у.
Популарност је стекао улогом Данијела Стошића у серији Војна академија.

## Филмографија
| Год.       | Назив                   | Улога                    |
| ---------- | ----------------------- | ------------------------ |
| 2000.-те   |                         |                          |
| 2008.      | Павилјон бр. 6          | Иван                     |
| 2008.      | Турнеја                 | Глумац на сцени          |
| 2008.      | Заустави време          | Павле                    |
| 2009.      | Бабине                  | Милош                    |
| 2010.-те   |                         |                          |
| 2010.      | Тотално нови талас      | Дуле                     |
| 2010.      | Песма мога сина         | Игор                     |
| 2011.      | Рестауратор             | Нико                     |
| 2011.      | Како су ме украли Немци | Немачки војник           |
| 2011.      | Гавран                  | Службеник у станици      |
| 2011.      | Локаут                  |                          |
| 2012–2020. | Војна академија         | Данијел Стошић           |
| 2013.      | Цимерке                 | Ђорђе                    |
| 2013.      | Војна академија 2       | Данијел Стошић           |
| 2014.      | Ургентни центар         | Никола Ристић - стажиста |
| 2015.      | Једне летње ноћи        | Дубравко                 |
| 2016.      | Војна академија 3       | Данијел Стошић           |
| 2017.      | Подивљали               | Милес                    |
| 2018.      | Конак код Хилмије       | Владимир Перић Валтер    |
| 2018.      | Војна академија 4       | Данијел Стошић           |
| 2019.      | Војна академија 5       | Данијел Стошић           |
| 2019.      |                         |                          |
| 2020.-те   |                         |                          |
| 2021.      | Камионџије д. о. о.     | Богатун Сале             |
| 2021.      | Дрим тим                | Коментатор               |
| 2021.      | Бранилац (серија)       | Витомир Смоловић         |

## Емисије
| Година     | Наслов           | Позиција | Телевизија |
| ---------- | ---------------- | -------- | ---------- |
| 2014—2020. | Три боје звука   | водитељ  | РТС        |
| 2022—данас | Сурвајвор Србија | водитељ  | Нова       |

## Појављивање у спотовима
- "Magic Woman" - Ивана Пурковић
- "Meni se ne udaje" - SAJSI MC
- "Gad" - Tara & Angellina